# Степне (Лебединська міська громада)
Сте́пне — село в Україні, у Лебединській міській громаді Сумського району Сумської області. Населення становить 37 осіб. До 2020 орган місцевого самоврядування — Михайлівська сільська рада. 

## Географія
Село Степне знаходиться за 2 км від лівого берега річки Грунь. На відстані 2,5 км розташовані села Грунь, Новосільське та Лозово-Грушеве. По селу протікає пересихаючий струмок з загатою.

## Історія
12 червня 2020 року, відповідно до розпорядження Кабінету Міністрів України № 723-р «Про визначення адміністративних центрів та затвердження територій територіальних громад Сумської області» увійшло до складу Лебединської міської громади.
19 липня 2020 року, після ліквідації Лебединського району, село увійшло до Сумського району.